# Пастирське городище

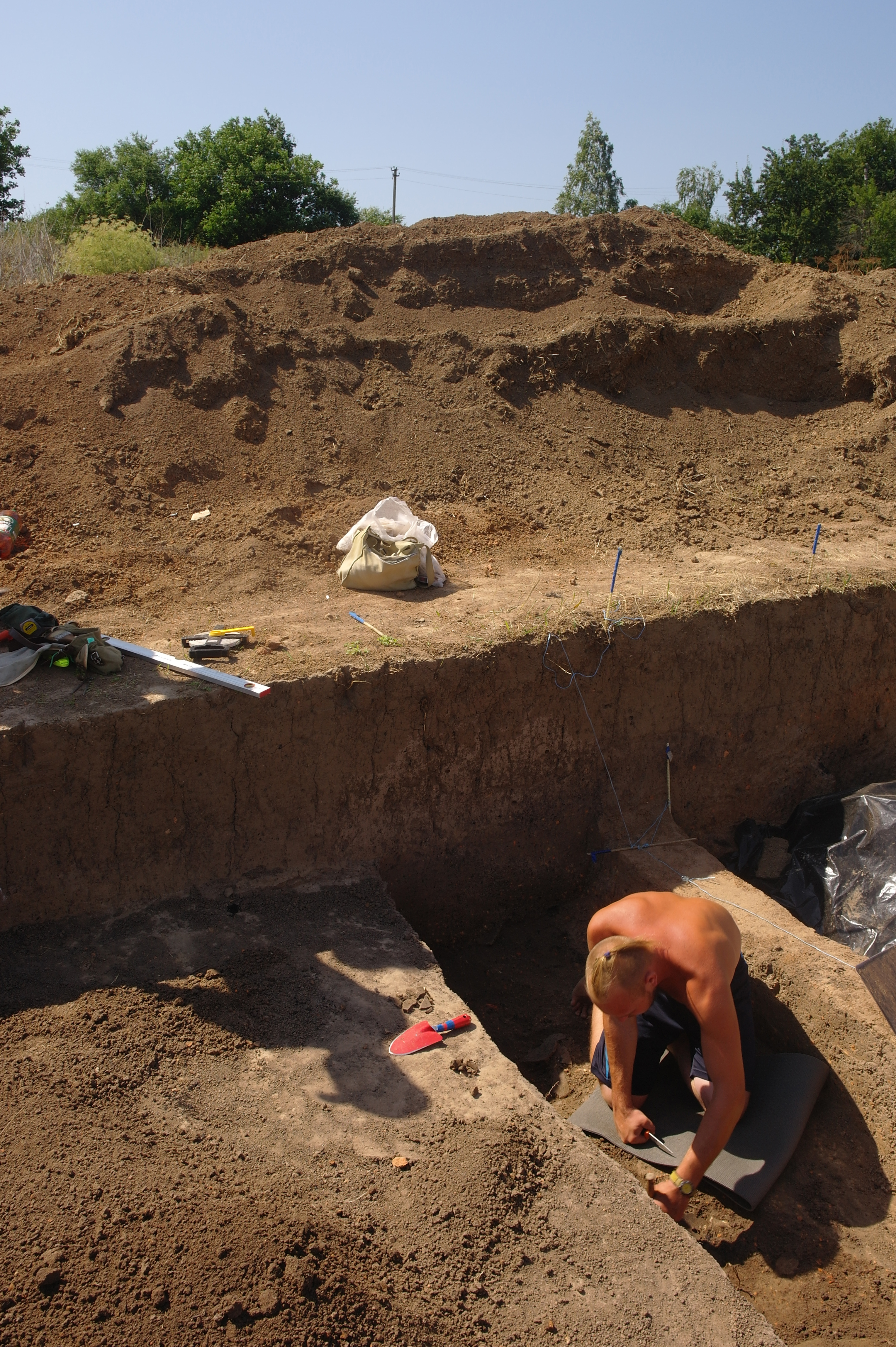
Розкопки на Пастирському городищі, літо 2017

Па́стирське городи́ще — городище площею близько 25 га із шарами скіфського (VII–III століття до н. е.) та ранньосередньовічного (остання чверть VII — середина VIII століття) часу, розташоване по обох берегах річки Сухий Ташлик поблизу села Пастирське в Смілянському районі Черкаської області.
1898 року Вікентій Хвойка розпочав розкопки Пастирського городища, які було продовжено в 1930-ті, 1940-ві та 1990-ті роки Сергієм Коршенком, Іриною Фабриціус, Михайлом Брайчевським і Олегом Приходнюком. Досліджено 50 ранньосередньовічних житлових чотирикутних напівземлянок площею 10–20 м², господарські споруди та ями. Розкопано залишки трьох довгих споруд, в одній з яких було виявлено велику кількість обвугленого зерна (просо, ячмінь, сочевиця, горох, коноплі, жито, пшениця, овес).

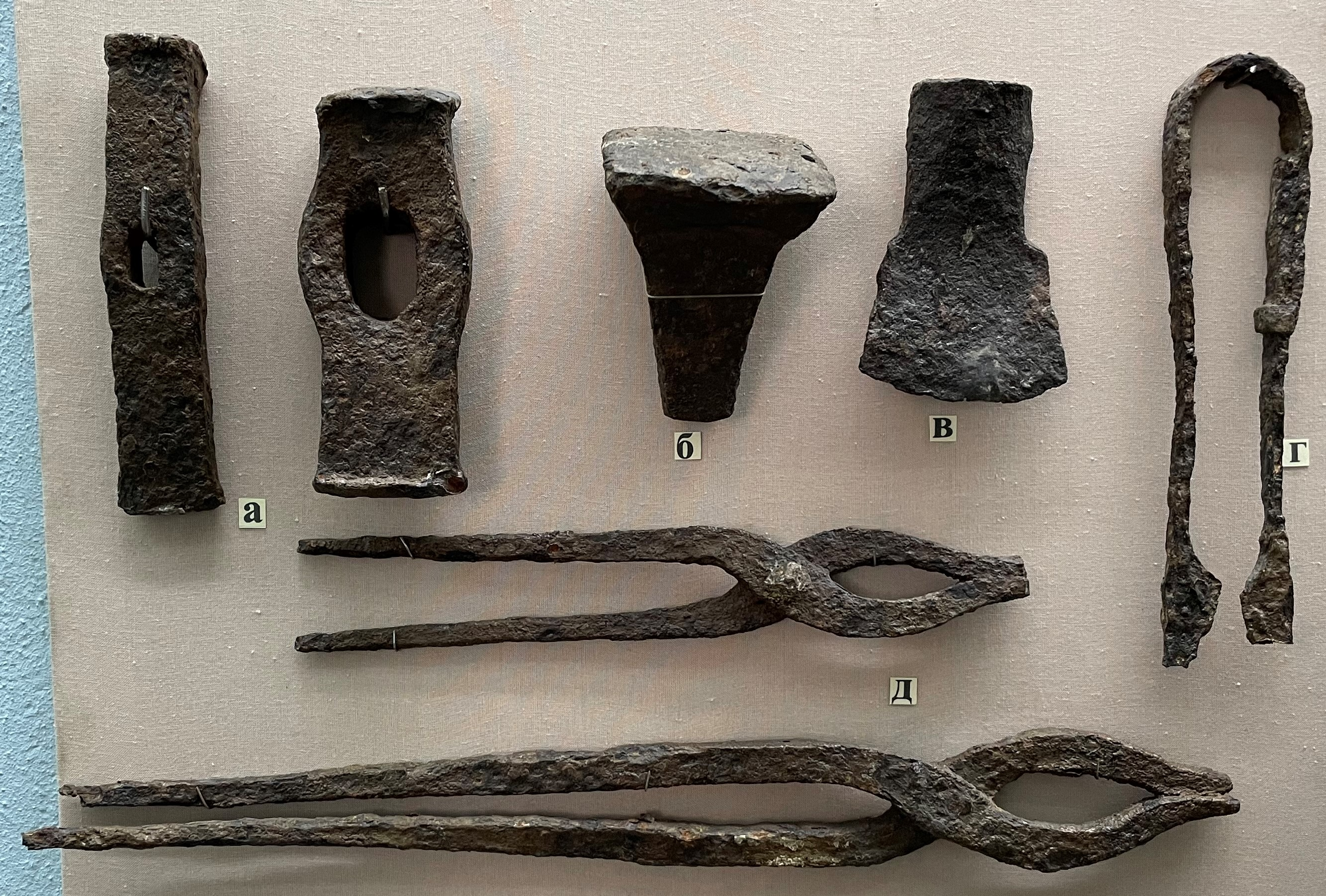
Набір ковальських інструментів, знайдених під час розкопок Пастирського городища (Київський археологічний музей)

На Пастирському городищі мешкали високопрофесійні ремісники. Ковальська справа представлена кузнею з повним набором ремісничих знарядь. Ювелірне ремесло засвідчене не лише сотнями знахідок фібул, наручних браслетів, скроневих підвісок тощо, які часто концентруються у вигляді скарбів, а й набором спеціалізованих інструментів. Ремісниками виготовлявся високоякісний гончарний посуд із лощеною орнаментованою поверхнею.
Мешканці Пастирського городища ранньосередньовічного часу переселилися в Придніпров'я з території Подунав'я. То були нащадки слов'ян, які в VI — VII століттях колонізували Нижнє Подунав'я та північно-східну частину Балканського півострова. З приходом туди болгар 680 року частина слов'ян змушена була залишити освоєні землі. Яскравим свідченням такого відселення є Пастирське городище. Невдовзі його населення загинуло внаслідок погромів степовиків.
Координати - 48.97972, 31.72777